# Виктор Троицки
Виктор Троицки (на сръбски: Виктор Троицки) е сръбски тенисист.

## Биография
Виктор Троицки е роден на 10 февруари 1986 г. в Белград. Има сръбски и руски корени. Родителите на баща му емигрират от Твер и Ростов на Дон в Сърбия през 1917 г.

## Кариера
Виктор Троицки е професионален тенисист от 2003 г. Най-доброто му класиране в световната ранглиста е №12, постигнато на 6 юни 2011. Печели първата си титла от АТП през 2010 на Купата на Кремъл, побеждавайки на финала Маркос Багдатис.
Най-доброто му представяне в турнирите от големия шлем е четвърти кръг на Ролан Гарос през 2011 и Уимбълдън през 2012 година.

## Кариерна статистика

### ATP финали на сингъл (3 титли; 9 финала)
|        | П–З | Година           | Турнир             | Клас         | Настилка   | Опонент               | Резултат                 |
| ------ | --- | ---------------- | ------------------ | ------------ | ---------- | --------------------- | ------------------------ |
| Загуба | 0–1 | 17 август 2008   | Вашингтон Оупън    | Международни | Твърда     | Хуан Мартин дел Потро | 3 – 6, 3 – 6             |
| Загуба | 0–2 | 4 октомври 2009  | Тайланд Оупън      | 250 серии    | Твърда (з) | Жил Симон             | 5 – 7, 3 – 6             |
| Победа | 1–2 | 24 октомври 2010 | Купа на Кремъл     | 250 серии    | Твърда (з) | Маркос Багдатис       | 3 – 6, 6 – 4, 6 – 3      |
| Загуба | 1–3 | 15 януари 2011   | Сидни Интернешънъл | 250 серии    | Твърда     | Жил Симон             | 5 – 7, 6 – 7(4 – 7)      |
| Загуба | 1–4 | 23 октомври 2011 | Купа на Кремъл     | 250 серии    | Твърда (з) | Янко Типсаревич       | 4 – 6, 2 – 6             |
| Победа | 2–4 | 2015             | Сидни Интернешънъл | 250 серии    | Твърда     | Михаил Кукушкин       | 6 – 2, 6 – 3             |
| Загуба | 2–5 | 2015             | Щутгарт Оупън      | 250 серии    | Трева      | Рафаел Надал          | 6 – 7(3–7), 3 – 6        |
| Победа | 3–5 | 2016             | Сидни Интернешънъл | 250 серии    | Твърда     | Григор Димитров       | 2 – 6, 6 – 1, 7 – 6(9–7) |
| Загуба | 3–6 | 2016             | София Оупън        | 250 серии    | Твърда (з) | Роберто Баутиста Агут | 3 – 6, 4 – 6             |

### ATP финали на сингъл (2 титли; 4 финала)
| Изход  | Дата             | Турнир             | Настилка   | Партньор        | Съперници                     | Резултат             |
| ------ | ---------------- | ------------------ | ---------- | --------------- | ----------------------------- | -------------------- |
| Победа | 3 октомври 2010  | Тайланд Оупън      | Твърда (з) | Кристофър Кас   | Джонатан Ерлих Юрген Мелцер   | 6 – 4, 6 – 4         |
| Загуба | 24 октомври 2010 | Купа на Кремъл     | Твърда (з) | Янко Типсаревич | Игор Куницин Дмитрий Турсунов | 6 – 7(8 – 10), 3 – 6 |
| Победа | 2017             | София Оупън        | Твърда (з) | Ненад Зимонич   | Михаил Елгин Андрей Кузнецов  | 6 – 4, 6 – 4         |
| Загуба | 2018             | Сидни Интернешънъл | Твърда     | Ян-Ленард Щруф  | Лукаш Кубот Марсело Мело      | 3 – 6, 4 – 6         |

(з) = В зала